# Florent Marchet
« Marchet » redirige ici. Pour l’article homophone, voir Marchais.
Florent Marchet est un auteur-compositeur-interprète et un  compositeur de musiques de films français, né le 21 juin 1975 à Bourges, dans le Cher.
Il a réalisé également six albums solo depuis 2004 et deux albums avec le groupe Frère Animal.

## Biographie

### Débuts
Né dans un univers artistique (ses parents sont programmateurs de concerts) , il grandit à Lignières. Il apprend le piano dès l'âge de cinq ans et fait ses études musicales au conservatoire de musique et de danse de Bourges. Ses débuts remontent à 1996, quand il alterne piano-bars, groupe de musique irlandaise, théâtre, concerts avec ses chansons dans de petites scènes. C'est aussi durant cette période qu'il intervient comme musicien dans les écoles, les hôpitaux psychiatriques, les prisons et qu'il apprend l'usage d'un grand nombre d'instruments, comme la guitare, la basse, la mandoline ou encore l'accordéon.
En 2001, c'est dans son appartement à Montreuil, à l'aide d'un home studio qu'il écrit ses premières vraies chansons. C'est pendant cette période qu'il collabore entre autres avec Frédéric Lo et qu'il compose la musique pour la pièce de Nancy Huston Angela et Marina.
En 2002, il signe la même année un contrat chez l'éditeur Strictly Confidential. L'année suivante, il signe sur le label Barclay/Universal.

### 2004-2005Gargilesse
Son premier album sort le 11 mai 2004 et a pour titre Gargilesse[source insuffisante], d'après le nom d'un village de l'Indre où il allait se promener dans son enfance. Pour l'enregistrement il s'entoure de François Poggio (guitariste), Pete Thomas et Charlie Poggio (batteurs). Cet album est enregistré en Belgique au studio ICP et à Gargilesse. Il écrit les arrangements de cuivres, de vents et de cordes présents sur ce premier album. Il enregistre à Gargilesse et dans les environs des batteries, des vieux pianos et des guitares. Christophe Miossec pose sa voix sur la chanson Je m'en tire pas mal..
Florent Marchet a ensuite effectué une tournée d'une centaine de dates partout en France, notamment au Festival des Vieilles Charrues, au Printemps de Bourges et aux Francofolies de La Rochelle. Pour cet album il reçoit le prix Coup de Coeur de l'académie Charles Cros ainsi que le prix du FAIR.

### 2006-2007Rio Baril
Son second album Rio Baril paraît le 8 janvier 2007, toujours chez Barclay. C'est un album-concept, racontant une histoire située dans une ville imaginaire, Rio Baril (tiré du nom d'un lieu-dit de son enfance le Riau Baril). En quinze titres, on suit un personnage de son enfance jusqu'à ses quarante ans où il sera l'auteur d'un fait divers. Rio Baril est principalement enregistré dans le Berry par Erik Arnaud sauf l'orchestre à cordes, enregistré à Sofia (Bulgarie).
Florent Marchet signe les arrangements cuivres et cordes de l'orchestre. À noter que le chanteur Philippe Katerine chante sur deux titres, Dominique A et Jasmine Vegas sur un titre. C'est sa première collaboration avec l'écrivain Arnaud Cathrine, qui coécrit trois titres. L'album est mixé à Sound Factory (Los Angeles) par Ryan Boesch (Eels). Le clip est réalisé par Charles Fréger, tout comme la pochette.
La tournée de Rio Baril passe par le Printemps de Bourges, les Francofolies de La Rochelle et de Montréal. On y retrouve Erik Arnaud (basse, guitare), François Poggio (guitare, basse, piano) et Frédéric Baudimant (violon et trompette).
Rio Baril lui vaudra d'être nommé une deuxième fois au Prix Constantin fin 2007. Les Inrocks ont retenu l'album Rio Baril comme un des cent meilleurs albums des années 2000 (3e Français derrière Daft Punk et Air).

### 2007-2009Frère animaletNodiva
En 2007, il crée Nodiva, structure de productions et d'éditions autour de son studio d'enregistrement du même nom situé à Paris, dans le 20e arrondissement.
En mars 2008, paraît un livre-disque sur le monde du travail, co-écrit avec Arnaud Cathrine : Frère animal (Verticales/Gallimard). Florent Marchet signe également les compositions et la réalisation de cet objet croisant esthétique romanesque, critique sociale et chansons. Un spectacle est présenté autour de ce projet au Café de la Danse à Paris, qui regroupe les deux auteurs accompagnés de Valérie Leulliot et Nicolas Martel. Frère animal part ensuite en tournée sur les routes de France pendant 2 ans, avec plus de 60 concerts (dont les Francofolies de La Rochelle, le théâtre national de Bordeaux, les Bouffes du Nord et L'Européen à Paris).
Pendant l'été 2008, Florent Marchet participe à la tournée Zebramix créé par DJ Zebra et composé de chanteurs venus de tous horizons comme Oxmo Puccino, Ours, -M-, Martina Topley-Bird... Le collectif se produit notamment au Festival des Vieilles Charrues avec un bagad breton devant 80 000 personnes et au Paléo Festival de Nyon (Suisse).
En septembre 2008, Florent Marchet apparaît sur Fantaisie littéraire (Editions du Bec en l'air), livre-disque qui fête les dix ans du Festival littéraire des Correspondances de Manosque. Il y met en musique un extrait du roman Suicide d'Édouard Levé. On le retrouve à côté, entre autres, de Thomas Fersen, Dominique A, Babx, Claire Diterzi.
C'est dans son studio qu'il coréalise l'album de Clarika Moi en mieux. Il réalise et produit aussi cette même année le premier EP de La Fiancée. Il écrit également pour Élodie Frégé la chanson Ma folie passagère sur l'album La fille de l'après-midi, ainsi que trois textes pour l'album d'Axelle Red Un cœur comme le mien, aux côtés de Christophe Miossec et Gérard Manset.

### 2010-2011Courchevel
Courchevel, son nouvel album, sort le 11 octobre 2010. Il est entièrement enregistré au studio Nodiva. Là encore Florent Marchet assure la réalisation et les arrangements, Erik Arnaud la prise de son. On y croise le percussionniste malien Mamadou Koné Prince (Salif Keita), les guitaristes Rémi Alexandre (Syd Matters) et Seb Martel ou encore la voix de Jane Birkin dans un duo très inattendu : Roissy. Le mixage est assuré par Alf (Air), Julien Delfaud (Phoenix) et Stéphane Prin (Jean-Louis Murat). Anthony Goicolea et Matthieu Dortomb ont réalisé l'univers photographique de Courchevel. Pour cet album, Florent Marchet a quitté Barclay pour rejoindre le label indépendant Pias.
S'en suivra une tournée d'une centaine de dates, en France (La Cigale), le Casino de Paris, les Francofolies de La Rochelle, le Printemps de Bourges, les Transmusicales de Rennes...) en Suisse (le Paléo Festival à Nyon) et en Belgique (les Francofolies de Spa).

### 2011-2012 AprèsCourchevel
En décembre 2010, il sort chez Nodiva-Pias, un EP cinq titres de chants de Noël Noël's Songs (EP) (tirage limité à mille exemplaires) avec le Courchevel Orchestra (Sébastien Collinet à la guitare, Édouard Marie à la basse et Bertrand Perrin à la batterie).
En février 2011, il interprète Des hauts, des bas texte de Philippe Djian, musique de Stephan Eicher, en duo avec Gaëtan Roussel dans l'émission Taratata. Florent Marchet décide donc de donner un nouvel éclairage à cette chanson et d'en faire le troisième single de l'album Courchevel qui sort en mai 2011.
Le 31 octobre 2011 sort son nouvel album de Noël, Noël's Songs comportant 15 titres, en partie repris de l'EP sorti l'année précédente.
Cette année-là, il signe avec Gloria, une agence spécialisée dans les musiques de films (Olafur Arnalds, Jean-Benoit Dunckel, Warren Ellis... ) 
En 2012, il signe la BO du film de Frédéric Videau A moi seule, sorti au cinéma le 4 avril 2012.
Fin 2012, il effectue une tournée de quinze dates autour de Noël's Songs. Un concert exceptionnel a lieu à la Philharmonie de Paris, dans le Grand Auditorium de la Cité de la Musique avec La Fiancée, Gaëtan Roussel, Camille, Keren Ann et le Jeune Chœur de Paris. Une captation du concert est réalisée, diffusée sur Arte TV et sur le site de la Philharmonie de Paris.

### 2013-2015Bambi Galaxy
Début 2013, il compose la BO de La part de l'autre de Christophe Chiesa (série documentaire en cinq épisodes de 52 min).
Le 27 janvier 2014 sort son 4e album studio Bambi Galaxy chez Pias. Comme pour Rio Baril, il s'agit d'un album concept autour des thématiques futuristes. Il est question de l'anthropocène, de la collapsologie, de la transmission. Bambi Galaxy est l'histoire d'un homme du XXIe siècle qui refuse et se raidit face aux nouvelles perspectives qu'offre le monde qui l'entoure. Il cherche sa place dans la société, dans un groupe, quel qu'il soit. Il lui manque ce talent qui consiste à pouvoir « adhérer », se tenir droit dans le rang. L'album sera salué par la critique avec notamment la une des Inrockuptibles, la 4e de couverture du quotidien Libération ou encore une invitation à l'émission On n'est pas couché sur France 2[source insuffisante].
En 2015, il compose la BO du film d'Alain Tasma Neuf jours en hiver, pour Arte.

### 2016Frère animal Second Tour
En 2016, sort Second Tour, second opus de Frère animal, composition et réalisation par Florent Marchet, écrit à nouveau avec Arnaud Cathrine. À noter la participation de François Morel et de Bernard Lavilliers. L'album sera salué par plusieurs pages dans Paris Match.

### 2016-2020 Créations et projets studio
À partir de 2016, Florent Marchet se consacre presque essentiellement au travail en studio. Il compose plusieurs musiques de film : 
La mère à boire (2016) de Laurence Cote (court-métrage avec Emmanuelle Devos), Going to Brazil (2017) de Patrick Mille et Carré 35 (2017) d'Eric Caravaca qui sera présent à la sélection officielle du festival de Cannes 2017 hors compétition et nommé aux Césars 2018.
Il réalise et arrange la chanson L'espoir pour Bernard Lavilliers sur l'album 5 minutes au Paradis en septembre 2017.
C'est également à cette période qu'il monte avec Patrick Mille plusieurs créations mêlant poésie et musique à la Maison de la Poésie à Paris. Ce sera la série Relire, avec une mise en musique des textes d'Aragon, Georges Perros ou encore Pierre Reverdy.
En 2018, il compose et co-réalise l'album de Bartone Song$ (avec notamment Zaza Fournier et Aldebert). Il compose et réalise également l'album de Clarika La lisière.
En mars 2018, il reçoit le Prix de la création musicale de CSDEM pour Carré 35.
En novembre 2018, il participe à l'album collectif de Sophie Calle, Souris Calle avec la chanson Un temps de chien qu'il compose et co-écrit avec Arnaud Cathrine. Il compose également sur ce projet la chanson Mon chat beauté, écrite et interprétée par Clarika.
En août 2019, Florent Marchet signe la composition de la BO du film Je promets d'être sage de Renan Le Page (avec Léa Drucker et Pio Marmaï).

## Discographie

### Albums studio
- 2004 : Gargilesse (Barclay/Universal)
- 2007 : Rio Baril (Barclay)
- 2010 : Courchevel (PIAS)
- 2011 : Noël's Songs (Nodiva/PIAS)
- 2014 : Bambi Galaxy (PIAS)
- 2022 : Garden Party (Nodiva)

### Compilations
- 2023 : Maisons Alfort (Nodiva) (17 titres enregistrés et arrangés dans des versions piano/voix)

### Musique de films
- 2008 : Le choix de mon père de Rabah Zanoun, documentaire
- 2012 : A moi seule de Frédéric Videau, long métrage
- 2013 : La part de l'autre de Christophe Chiesa, documentaire
- 2014 : Neuf jours en hiver d'Alain Tasma, téléfilm
- 2014 : Le cadavre du père Noël bouge encore de Raphaële Moussafir, court métrage
- 2016 : Pas la mère à boire de Laurence Côte, court métrage
- 2016 : Going to Brazil de Patrick Mille, long métrage
- 2017 : Carré 35 de Eric Caravaca, documentaire
- 2019 : Je promets d'être sage de Renan La Page, long métrage
- 2019 : Sans faute(s), série sur Canal Plus
- 2021 : Selon la police de Frédéric Videau, long métrage
- 2021 : Les Aventures du jeune Voltaire d'Alain Tasma, mini-série TV

### Musique pour le théâtre
- 2003 : Angela et Marina de Nancy Huston
- 2016 : La fossette bleue de Raphaële Moussafir

### Participations
- 2003 : Sylvie Vartan, co-écriture et co-composition avec Frédéric Lo sur le titre Ce n'est pas rien, album Sylvie (Mercury/Universal)
- 2005 : Clarika, co-composition sur le titre Je t'aimais mieux, album Joker (ULM/ Universal)
- 2009 : Clarika, composition sur trois titres et co-réalisation sur l'album Moi en mieux (Mercury/Universal) avec Jean-Jacques Nyssen
- 2009 : La Fiancée, composition sur trois titres, réalisation sur l'EP Un (Polydor/Universal)
- 2010 : Elodie Frégé, écriture et composition sur le titre Ma folie passagère, album La fille de	l'après-midi (Mercury/Universal)
- 2011 : Axelle Red, écriture sur trois titres, album Un cœur comme le mien (Naïve)
- 2012 : Mélanie Pain duo sur La couleur, album Bye bye Manchester (Kwaidan Records/Sober & Gentle)
- 2012 : Elsa Zylberstein composition sur le titre La grande roue, album ElleSonParis (Passport Songs Music/éditions de La Martinière)
- 2013 : Dominique Fidanza écriture sur trois titres, album Solipsiste (Mercury/Universal)
- 2013 : Pascal Mathieu, composition sur deux titres, album Sans motif apparent (Troll's Production)
- 2017 : Calogero, co-composition avec Calogero sur le titre Ma maison, co-réalisation avec Calogero sur les titres Ma maison et Le baiser sans prénom, album Liberté Chérie (Polydor/Universal)
- 2018 : Bénabar, composition sur deux titres, album Le début de la suite (Sony Music)
- 2018 : Bartone, composition sur deux titres, co-réalisation avec François Poggio, album Song$,
- 2018 : Sophie Calle, interprétation, composition et co-écriture (avec Arnaud Cathrine) sur le titre Un temps de chien, composition sur le titre Mon chat beauté (interprété par Clarika), sur le triple album Souris Calle (Not On Label)
- 2019 : Clarika, compositions et arrangements sur dix titres, réalisation de six titres et co-réalisation sur cinq titres avec François Poggio, album A la lisière (At(H)ome)